# Тодд Гейнс
Тодд Гейнс (Гейнз, англ. Todd Haynes [heɪnz]; нар. 2 січня 1961, Лос-Анджелес, Каліфорнія, США) — американський кінорежисер, сценарист та продюсер незалежного кіно. Вважається піонером руху New Queer Cinema у кінематографі, який виник на початку 1990-х років.

## Біографія
Тодд Гейнс народився 2 січня 1961 року в Лос-Анджелесі, штат Каліфорнія, і виріс у сусідньому Енсіно. Його батько, Аллен E. Гейнс, був імпортером косметики, а мати, Шеррі Лінн (уроджена Семлер), викладала акторську майстерність. По материнській лінії Тодд — єврей. Він захопився кінематографом ще під час навчання в школі, там він почав знімати свої перші короткометражні фільми. У 1985 році закінчив Браунський університет за фахом «мистецтво і семіотика». У цьому ж році випустив короткометражну стрічку «Вбивці» про взаємовідносини Артюра Рембо і Поля Верлена. Після випуску з університету переїхав до Нью-Йорку і випустив сорокахвилинну стрічку «Суперзірка», що стала згодом класикою андеґраунду.

## Кінокар'єра
Перша повнометражна картина Тодда Гейнса, «Отрута», яка вийшла у 1991 році, є нарізкою з трьох різножанрових історій: псевдодокументального розслідування про семирічного хлопчика, який уміє літати, що убив свого батька; пародії на малобюджетне кіно 1950-х — чорно-білого фантастичного хорору про прокаженого ученого; гомоеротичної тюремної драми за мотивами «Щоденника злодія» Жана Жене. Реакція на фільм суперечлива: з одного боку стрічку різко засуджували представниками праворадикальної громадськості, з іншої — вона отримала декілька важливих нагород (зокрема Гран-прі Sundance Film Festival і приз «Тедді» Берлінського кінофестивалю). Режисера ж критика зараховує до представників New Queer Cinema.
Але вже в другій своїй повнометражній стрічці «Безпека» (1995) Гейнс виходить за вузькі рамки гей-кіно. Події фільму розгортаються в Каліфорнії наприкінці 1980-х. Головна героїня, зразково-показова домогосподарка у виконанні Джуліанн Мур, несподівано починає відчувати алергію буквально до усіх досягнень XX століття, від паливних присадок до презервативів. Стрічка, перші сцени якої знято в традиційній реалістичній манері, до фіналу набуває усе більше карикатурної форми і демонструє відчуження сучасної людини від середовища, що його оточує. Багато критиків називають фільм Гейнса «Безпека» серед досягнень незалежного кіно 1990-х і розглядають його як своєрідний вирок епосі правління Рональда Рейгана. Ця стрічка також дала старт блискучій кінокар'єрі акторки Джуліанн Мур.
На Каннському кінофестивалі 1998 року Гейнс представляє свій фільм-розслідування «Оксамитова золота жила» про епоху глем-року 1970-х. Попри те, що розказана у стрічці історія повністю вигадана, в героях «Оксамитової золотої жили» легко вгадуються Іггі Поп і Девід Бові. У фільмі звучать композиції багатьох відомих музикантів того часу, частина пісень спеціально перезаписується з вокалом виконавців головних ролей Юена Мак-Грегора і Джонатана Ріс-Маєрса. Окрім музики, щоб точніше передати атмосферу 70-х, Гейнс використовує насичений психоделічний візуальний ряд, наповнює стрічку всілякими культурними ремінісценціями. Майстерність режисера знаходить високий відгук у кінопрофесіоналів: Гейнс отримує приз за художній внесок у Каннах.
Свої стилізаторські здібності Гейнс у черговий раз продемонстрував у фільмі «Далеко від раю» (2002). У цій стрічці Джуліанн Мур, яка знову грає домогосподарку, заводить близькі стосунки зі своїм чорношкірим садівником, що, враховуючи час дії — 1950-ті роки, неминуче призводить до скандалу. Стрічка справляє дивне враження: практично буквальне наслідування візуальній манері голлівудського кіно 1950-х поєднується із зачіпанням табуйованих в ті роки тем — міжрасових зв'язків, гомосексуальності тощо. Фільм «Далеко від раю» став володарем близько 70 кінонагород і отримав чотири номінації на «Оскара».
У вересні 2007 року відбулася прем'єра фільму «Мене там немає» з Крістіаном Бейлом і Кейт Бланшетт у головних ролях. Стрічка брала участь в основному конкурсі Венеційського кінофестивалю, за підсумками якого удостоїлася відразу двох нагород: Гейнс отримав спеціальний приз журі, а Бланшетт була названа найкращою акторкою кінофестивалю. У центрі сюжету фільму — біографія Боба Ділана — шість різних акторів демонструють різні аспекти життя і творчості відомого музиканта.

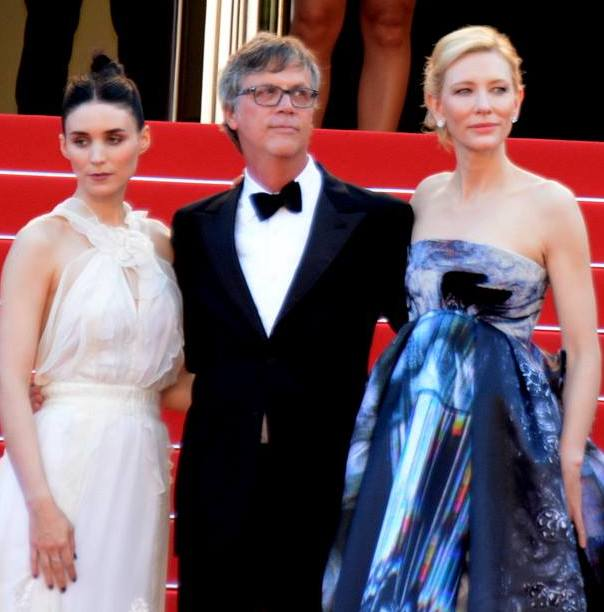
Руні Мара, Тодд Гейнс і Кейт Бланшетт на Каннському МКФ, 2015

Наступний повнометражний фільм Гейнса вийшов на екрани лише у 2015 році. Стрічка «Керол» була представлена в головному конкурсі Каннського кінофестивалю. У снові її сюжету — ранній роман Патриції Гайсміт «Ціна солі». Стрічка розповідала про кохання двох жінок у Нью-Йорку середини минулого століття (їх ролі виконали Кейт Бланшетт і Руні Мара). «Керол» дозволила Гейнсу знову звернутися до улюбленої ним естетики 1950-х. Фільм підтвердив репутацію режисера як найкращого стиліста сучасного кінематографу і був із захватом прийнятий фестивальною пресою. У березні 2016 року «Керол» очолила список 30-ти найвидатніших ЛГБТ-фільмів усіх часів, складеному Британським кіноінститутом (BFI) за результатами опитування понад 100 кіноекспертів, проведеного до 30-річного ювілею Лондонського ЛГБТ-кінофестивалю BFI Flare. Сам Тодд Гейнс, заявив, що неймовірно гордий зробленою йому честю, особливо тому, що «Керол» опинилася в одній компанії з іншими фільмами, які він давно любить: від «Горбатої гори» Енга Лі до «Щасливі разом» Вонга Карвая і «Мого власного штату Айдахо» Ґаса Ван Сента.
Телевізійний проект Тодда Гейнса 2011 року — «Мілдред Пірс», чотиригодинний міні-серіал для каналу HBO, екранізація однойменного роману Джеймса М. Чейна з Кейт Вінслет, Гаєм Пирсом і Еван Рейчел Вуд, отримав 21 номінацію на премію «Еммі», і премію «Золотий глобус» найкращій акторці (Вінслет).
У 2017 році драматичний фільм Гейнса «Світ, повний чудес» за сценарієм Браяна Селзніка, написаним на основі його однойменного твору для дітей 2011 року, був відібраний для участі в основній конкурсній програмі 70-го Каннського міжнародного кінофестивалю (2017) у змаганні за Золоту пальмову гілку.

## Особисте життя
Тодд Гейнс — відкритий гей. Мешкає в Портленді, штат Орегон у США.

## Фільмографія
| Рік  |         | Українська назва                    | Оригінальна назва                    | Режисер | Сценарист | Продюсер |
| ---- | ------- | ----------------------------------- | ------------------------------------ | ------- | --------- | -------- |
| 1985 | к/м     | Убивці: Фільм про Рембо́             | Assassins: A Film Concerning Rimbaud | Так     | Так       | Так      |
| 1987 | к/м     | Суперзірка: Історія Карен Карпентер | Superstar: The Karen Carpenter Story | Так     | Так       | Так      |
| 1991 |         | Отрута                              | Poison                               | Так     | Так       |          |
| 1993 | к/м т/ф | Дотті отримує по дупі               | Dottie Gets Spanked                  | Так     | Так       |          |
| 1995 |         | Безпека                             | Safe                                 | Так     | Так       |          |
| 1998 |         | Оксамитова золота жила              | Velvet Goldmine                      | Так     | Так       |          |
| 2002 |         | Далеко від раю                      | Far From Heaven                      | Так     |           |          |
| 2007 |         | Мене там немає                      | I'm Not There                        | Так     | Так       |          |
| 2011 | т/с     | Мілдред Пірс                        | Mildred Pierce                       | Так     | Так       |          |
| 2015 |         | Керол                               | Carol                                | Так     |           |          |
| 2017 |         | Світ, повний чудес                  | Wonderstruck                         | Так     |           |          |
| 2019 |         | Темні води                          | Dark Waters                          | Так     |           |          |
| 2021 |         |                                     | The Velvet Underground               | Так     | Так       | Так      |

## Визнання
| Рік                                                                  | Категорія                                                                           | Фільм                   | Результат    |
| -------------------------------------------------------------------- | ----------------------------------------------------------------------------------- | ----------------------- | ------------ |
| Берлінський міжнародний кінофестиваль                                |                                                                                     |                         |              |
| 1991                                                                 | Премія «Тедді» за найкращий художній фільм                                          | Отрута                  | Перемога     |
| Каталонський кінофестиваль у Сіджасі                                 |                                                                                     |                         |              |
| 1991                                                                 | Найкращий фільм                                                                     | Отрута                  | Номінація    |
| 1991                                                                 | Спеціальний приз журі                                                               | Отрута                  | Перемога     |
| 1992                                                                 | Найкращий фільм                                                                     | Отрута                  | Номінація    |
| 1995                                                                 | Найкращий фільм                                                                     | Безпека                 | Номінація    |
| Кінофестиваль «Санденс»                                              |                                                                                     |                         |              |
| 1991                                                                 | Гран-прі журі                                                                       | Отрута                  | Перемога     |
| Міжнародний кінофестиваль у Локарно                                  |                                                                                     |                         |              |
| 1991                                                                 | Золотий леопард                                                                     | Отрута                  | Номінація    |
| Премія «Незалежний дух»                                              |                                                                                     |                         |              |
| 1992                                                                 | Найкращий художній фільм                                                            | Отрута                  | Номінація    |
| 1992                                                                 | Найкращий режисер                                                                   | Отрута                  | Номінація    |
| 1996                                                                 | Найкращий режисер                                                                   | Безпека                 | Номінація    |
| 1996                                                                 | Найкращий сценарій                                                                  | Безпека                 | Номінація    |
| 1999                                                                 | Найкращий режисер                                                                   | Оксамитова золота жила  | Номінація    |
| 2003                                                                 | Найкращий режисер                                                                   | Далеко від раю          | Перемога     |
| 2008                                                                 | Найкращий режисер                                                                   | Мене там немає          | Номінація    |
| 2008                                                                 | Премія Роберта Альтмана                                                             | Мене там немає          | Перемога     |
| 2016                                                                 | Найкращий режисер                                                                   | Керол                   | Номінація    |
| Кінофестиваль Фанташпорту                                            |                                                                                     |                         |              |
| 1992                                                                 | Міжнародний приз за найкращий фантастичний фільм                                    | Отрута                  | Номінація    |
| 1992                                                                 | Премія критиків                                                                     | Отрута                  | Перемога     |
| Кінофестиваль США                                                    |                                                                                     |                         |              |
| 1994                                                                 | Гран-прі                                                                            | Дотті отримує по дупі   | Перемога     |
| Міжнародний кінофестиваль в Сіетлі                                   |                                                                                     |                         |              |
| 1995                                                                 | Американська незалежна премія                                                       | Безпека                 | Перемога     |
| Спільнота кінокритиків Нью-Йорка                                     |                                                                                     |                         |              |
| 1995                                                                 | Найкращий режисер                                                                   | Безпека                 | 3-є місце    |
| 2002                                                                 | Найкращий режисер                                                                   | Далеко від раю          | Перемога     |
| 2007                                                                 | Найкращий режисер                                                                   | Мене там немає          | 3-є місце    |
| 2015                                                                 | Найкращий режисер                                                                   | Керол                   | Перемога     |
| Роттердамський міжнародний кінофестиваль                             |                                                                                     |                         |              |
| 1996                                                                 | Приз ФІПРЕССІ                                                                       | Безпека                 | Перемога     |
| Національна рада кінокритиків США                                    |                                                                                     |                         |              |
| 1996                                                                 | Найкращий режисер                                                                   | Безпека                 | 2-е місце    |
| 1996                                                                 | Найкращий сценарій                                                                  | Безпека                 | 3-є місце    |
| 2016                                                                 | Найкращий режисер                                                                   | Керол                   | Перемога     |
| Каннський міжнародний кінофестиваль                                  |                                                                                     |                         |              |
| 1998                                                                 | Золота пальмова гілка                                                               | Оксамитова золота жила  | Номінація    |
| 1998                                                                 | Премія за найкращий художній внесок                                                 | Оксамитова золота жила  | Номінація    |
| 2015                                                                 | Золота пальмова гілка                                                               | Керол                   | Номінація    |
| 2015                                                                 | Queer Palm                                                                          | Керол                   | Перемога     |
| 2017                                                                 | Золота пальмова гілка                                                               | Світ, повний чудес      | В очікуванні |
| Единбурзький міжнародний кінофестиваль                               |                                                                                     |                         |              |
| 1998                                                                 | Премія Channel 4 Director's                                                         | Оксамитова золота жила  | Перемога     |
| Премія Нью-йоркських кінокритиків онлайн                             |                                                                                     |                         |              |
| 2002                                                                 | Найкращий режисер                                                                   | Далеко від раю          | Перемога     |
| 2002                                                                 | Найкращий сценарій                                                                  | Далеко від раю          | Перемога     |
| Венеційський кінофестиваль                                           |                                                                                     |                         |              |
| 2002                                                                 | Золотий лев                                                                         | Далеко від раю          | Номінація    |
| 2002                                                                 | Приз Всесвітньої католицької асоціації по комунікаціях (SIGNIS) — Похвальний відгук | Далеко від раю          | Перемога     |
| 2007                                                                 | Золотий лев                                                                         | Мена там немає          | Номінація    |
| 2007                                                                 | Спеціальний приз журі                                                               | Мена там немає          | Перемога     |
| 2007                                                                 | Премія CinemAvvenire за найкращий фільм                                             | Мена там немає          | Перемога     |
| Премія «Супутник»                                                    |                                                                                     |                         |              |
| 2003                                                                 | Найкращий режисер                                                                   | Далеко від раю          | Перемога     |
| 2003                                                                 | Найкращий сценарій                                                                  | Далеко від раю          | Номінація    |
| Золотий глобус                                                       |                                                                                     |                         |              |
| 2003                                                                 | Найкращий сценарій художнього фільму                                                | Далеко від раю          | Номінація    |
| 2016                                                                 | Найкращий режисер                                                                   | Керол                   | Номінація    |
| Премія «Оскар»                                                       |                                                                                     |                         |              |
| 2003                                                                 | Найкращий оригінальний сценарій                                                     | Далеко від раю          | Номінація    |
| Асоціація кінокритиків Чикаго                                        |                                                                                     |                         |              |
| 2003                                                                 | Найкращий режисер                                                                   | Далеко від раю          | Перемога     |
| 2003                                                                 | Найкращий сценарій                                                                  | Далеко від раю          | Номінація    |
| 2015                                                                 | Найкращий режисер                                                                   | Керол                   | Номінація    |
| Премія товариства незалежного кіно Chlotrudis                        |                                                                                     |                         |              |
| 2003                                                                 | Премія Taskforce                                                                    | Далеко від раю          | Номінація    |
| 2003                                                                 | Найкращий режисер                                                                   | Далеко від раю          | Перемога     |
| 2003                                                                 | Найкращий сценарій                                                                  | Далеко від раю          | Номінація    |
| 2016                                                                 | Найкращий режисер                                                                   | Керол                   | Перемога     |
| GLAAD Media Awards                                                   |                                                                                     |                         |              |
| 2003                                                                 | Приз Стівена Ф. Колзака                                                             | Приз Стівена Ф. Колзака | Перемога     |
| Італійський національний синдикат кіножурналістів                    |                                                                                     |                         |              |
| 2008                                                                 | Найкращий неєвропейський режисер                                                    | Мене там немає          | Номінація    |
| Міжнародний кінофестиваль у Чикаго                                   |                                                                                     |                         |              |
| 2015                                                                 | Приз Q Г'юго                                                                        | Керол                   | Перемога     |
| Кінопремія «Готем»                                                   |                                                                                     |                         |              |
| 2015                                                                 | Найкращий фільм                                                                     | Керол                   | Номінація    |
| 2015                                                                 | Найкращий сценарій                                                                  | Керол                   | Номінація    |
| Міжнародна спільнота кіноманів                                       |                                                                                     |                         |              |
| 2015                                                                 | Гран-прі                                                                            | Керол                   | Перемога     |
| 2016                                                                 | Найкращий режисер                                                                   | Керол                   | Перемога     |
| Геївсько-лесбійська асоціація кінокритиків індустрії розваг (GALECA) |                                                                                     |                         |              |
| 2016                                                                 | Митець року                                                                         | Митець року             | Перемога     |
| 2016                                                                 | Премія Доріан найкращому режисерові року                                            | Керол                   | Перемога     |
| Премія BAFTA                                                         |                                                                                     |                         |              |
| 2016                                                                 | Премія Девіда Ліна за режисеру                                                      | Керол                   | Номінація    |

## Громадська позиція
У липні 2018 підтримав петицію Асоціації французьких кінорежисерів на захист ув'язненого у Росії українського режисера Олега Сенцова